# 広島県道33号瀬野川福富本郷線
広島県道33号瀬野川福富本郷線（ひろしまけんどう33ごう せのがわふくとみほんごうせん）は、広島県広島市安芸区と三原市を結ぶ県道（主要地方道）である。

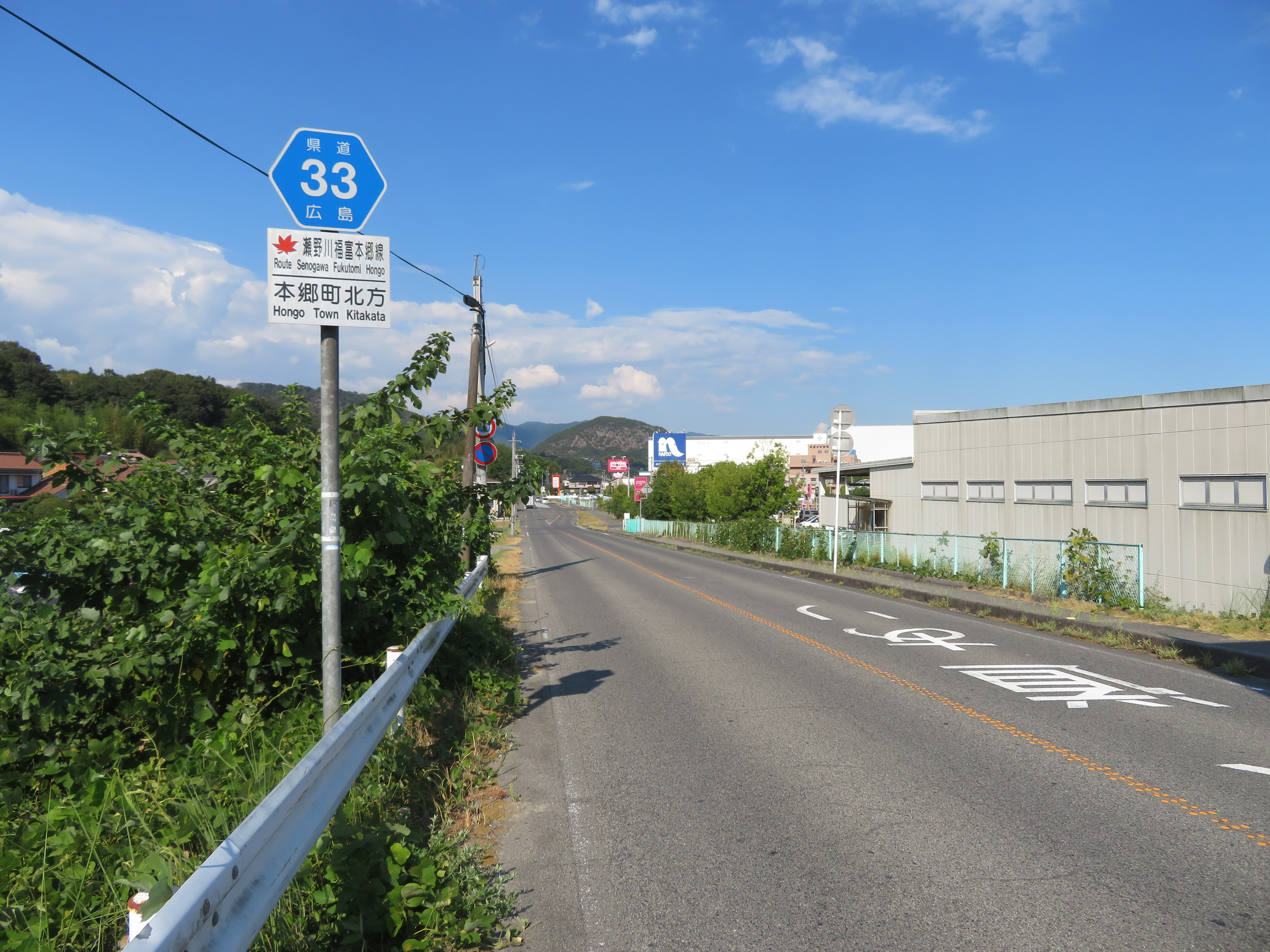
三原市北方付近

## 概要
広島県広島市安芸区瀬野1丁目と三原市本郷南6丁目を結ぶ。

### 路線データ
本線
- 起点：広島市安芸区瀬野1丁目・小宇羅地交差点（国道2号交点）
- 終点：三原市本郷南6丁目・本郷大橋東詰交差点（国道2号交点）
- 最高地点：東広島市志和町内（高度約460 m）

別線
- 起点：三原市本郷南6丁目・本郷橋東詰交差点（広島県道33号瀬野川福富本郷線・広島県道193号本郷停車場線交点）
- 終点：三原市南方3丁目・本郷バイパス西交差点（国道2号・広島県道59号東広島本郷忠海線交点）

## 沿革
- 1971年（昭和46年）6月26日 - 建設省（当時）告示第1,069号により主要地方道に指定される。
  - 前身は広島県道10号竹原吉田線・広島県道30号久芳船越線・広島県道31号保垣河内線の各一部と広島県道22号河内本郷線の全線。広島県道10号竹原吉田線のみ主要地方道で、広島県道22号河内本郷線・広島県道30号久芳船越線・広島県道31号保垣河内線は一般県道であった。
- 1972年（昭和47年）3月21日 - 広島県告示第234号により広島県道32号瀬野川福富本郷線として認定される。
- 1972年（昭和47年）11月1日 - 都道府県道標識導入に伴う広島県の県道番号再編に伴い現行の路線番号に変更される。
- 1973年（昭和48年）3月20日 - 広島市が安芸郡瀬野川町を編入したことに伴い起点の地名表記が変更される。
- 1974年（昭和49年）4月20日 - 賀茂郡西条・志和・高屋・八本松各町が統合して東広島市が発足したことに伴い経由地の地名が変更される。
- 1980年（昭和55年）4月1日 - 広島市が政令指定都市に移行したことに伴い起点の地名表記が変更される。
- 1993年（平成5年）5月11日 - 建設省から、県道瀬野川福富本郷線が瀬野川福富本郷線として主要地方道に再指定される[1]。
- 1994年（平成6年）4月1日 - 広島県道165号本郷忠海線が廃止されたことに伴い三原市本郷町本郷・本郷橋東詰交差点 - 三原市本郷町南方・本郷バイパス西交差点間も本路線になる。
- 2005年（平成17年）2月7日 - 東広島市が沿線の賀茂郡河内・福富両町を編入したことに伴い経由地の地名が変更される。
- 2005年（平成17年）3月22日 - 三原市と豊田郡本郷町・賀茂郡大和町・御調郡久井町と統合して改めて三原市が発足したことに伴い終点の地名表記が変更される。
- 2008年（平成20年）8月25日 - 新しい住居表示の実施に伴い、終点および別線起点の所在地が「三原市本郷町本郷」から「三原市本郷南6丁目」に変更される。
- 2009年（平成21年）8月31日 - 新しい住居表示の実施に伴い、別線終点の所在地が「三原市本郷町南方」から「三原市南方3丁目」に変更される。

## 路線状況
- 国道2号から分岐し、国道2号に合流する路線ではあるが、信号は少なく渋滞とは無縁ではあるものの国道2号の迂回路としては有用ではない。広島市安芸区瀬野町 - 東広島市志和町奥屋間に狭くて見通しの悪い箇所が残っているからである。一部区間で改良工事が始まってるが、費用対効果や財政事情から進んでいない。
- 異常気象時通行規制区間はないが、国道375号（国道486号重用）以東はかなりの区間で沼田川に沿っており、梅雨末期の集中豪雨による災害で通行止めになることが時々ある。2018年の西日本豪雨の際には、東広島市河内町下河内 - 三原市本郷町船木の間の7か所で、道路の崩落や護岸決壊に伴う道路の流出などが発生し、翌年2019年の5月31日に片側交互通行で通行が再開されるまで、1年近くに亘り通行止めとなった[2]。
- 三原市本郷町内の別線は国道2号旧道（本郷バイパス開通前の国道2号）である。広島県道193号本郷停車場線の一部か本郷町道→三原市道にしたほうが理にかなっているように思える[誰による?]が、なぜ本路線になったのかははっきりしない。

### 重用区間
- 広島県道80号東広島向原線（東広島市志和町内 - 東広島市福富町上竹仁間）
- 国道375号・国道486号（東広島市福富町上戸野）
- 広島県道348号小田白市線（東広島市河内町河戸）
- 国道432号（東広島市河内町上河内・上河内交差点 - 東広島市河内町中河内間）

## 地理

### 通過する自治体
- 広島市（安芸区）
- 東広島市
- 三原市

### 交差する道路

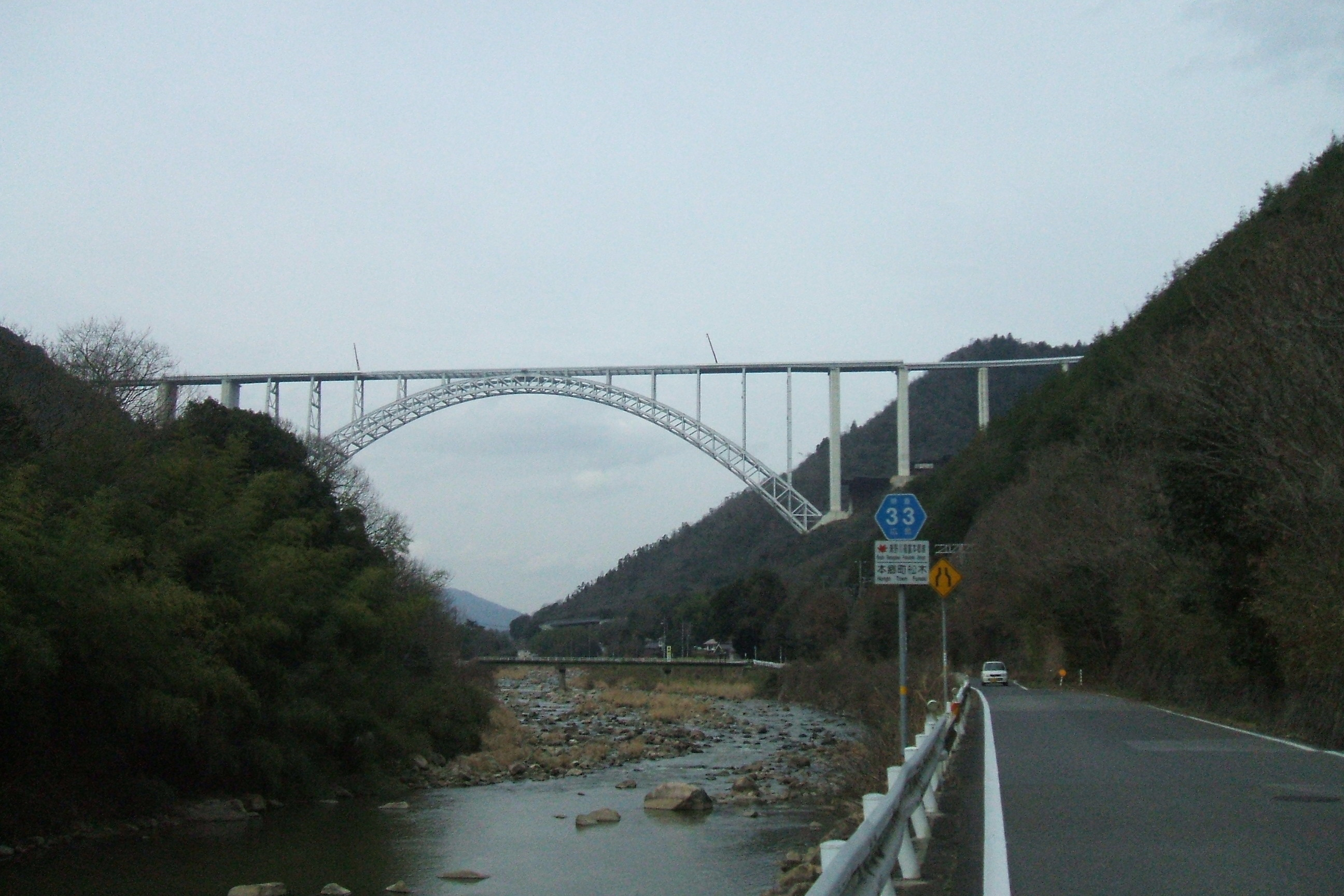
河内町内の33号線の様子（中央に見えるのは「広島空港大橋」）

| 交差する道路                                                     | 市町村名 | 市町村名 | 交差する場所               | 交差する場所                      |
| 本線                                                             | 本線     | 本線     | 本線                       | 本線                              |
| ---------------------------------------------------------------- | -------- | -------- | -------------------------- | --------------------------------- |
| 国道2号                                                          | 広島市   | 安芸区   | 瀬野1丁目                  | 小宇羅地（こうらじ）交差点 / 起点 |
| 広島県道85号下瀬野海田線                                         | 広島市   | 安芸区   | 瀬野町                     |                                   |
| 広島県道83号志和インター線                                       | 東広島市 | 東広島市 | 志和町別府（べふ）         | 貞岡北交差点                      |
| 広島県道176号小河原志和線                                        | 東広島市 | 東広島市 | 志和町別府                 |                                   |
| 広島県道46号東広島白木線                                         | 東広島市 | 東広島市 | 志和町志和堀               | 志和堀（北）交差点                |
| 広島県道80号東広島向原線 重複区間起点                            | 東広島市 | 東広島市 | 志和町内（うち）           |                                   |
| 広島県道80号東広島向原線 重複区間終点                            | 東広島市 | 東広島市 | 福富町上竹仁（かみたけに） |                                   |
| 広島県道340号下竹仁久芳線                                        | 東広島市 | 東広島市 | 福富町下竹仁（しもたけに） |                                   |
| 国道375号 / 福富豊栄バイパス 国道486号 / 福富豊栄バイパス 重複   | 東広島市 | 東広島市 | 福富町上戸野               |                                   |
| 国道375号 重複区間起点 国道486号 重複区間起点                    | 東広島市 | 東広島市 | 福富町上戸野               |                                   |
| 国道375号 重複区間終点 国道486号 重複区間終点                    | 東広島市 | 東広島市 | 福富町上戸野               | 大渡橋北詰交差点                  |
| 広島県道33号瀬野川福富本郷線 / 河戸旧道                          | 東広島市 | 東広島市 | 河内町戸野                 |                                   |
| 広島県道348号小田白市線 重複区間起点                             | 東広島市 | 東広島市 | 河内町戸野                 |                                   |
| 広島県道33号瀬野川福富本郷線 / 河戸旧道                          | 東広島市 | 東広島市 | 河内町河戸                 |                                   |
| 広島県道348号小田白市線 重複区間終点                             | 東広島市 | 東広島市 | 河内町河戸                 |                                   |
| 国道432号 重複区間起点                                           | 東広島市 | 東広島市 | 河内町上河内（かみごうち） | 上河内（かみこうち）交差点        |
| 国道432号 重複区間終点                                           | 東広島市 | 東広島市 | 河内町中河内（なかごうち） |                                   |
| 広島県道82号広島空港本郷線 広島県道155号三原本郷線計画           | 三原市   | 三原市   | 本郷町船木                 | 船木大橋（東）交差点              |
| 広島県道343号下徳良本郷線                                        | 三原市   | 三原市   | 本郷町船木                 | 中筋下交差点                      |
| 広島県道33号瀬野川福富本郷線 / 別線 広島県道193号本郷停車場線    | 三原市   | 三原市   | 本郷南6丁目                | 本郷橋東詰交差点                  |
| 国道2号                                                          | 三原市   | 三原市   | 本郷南6丁目                | 本郷大橋東詰交差点 / 終点         |
| 河戸旧道                                                         |          |          |                            |                                   |
| 広島県道33号瀬野川福富本郷線 / 本線                              | 東広島市 | 東広島市 | 河内町戸野                 | 河戸旧道起点                      |
| 広島県道342号別府河内線                                          | 東広島市 | 東広島市 | 河内町戸野                 |                                   |
| 広島県道347号河戸豊栄線                                          | 東広島市 | 東広島市 | 河内町河戸                 |                                   |
| 広島県道33号瀬野川福富本郷線 / 本線 広島県道348号小田白市線 重複 | 東広島市 | 東広島市 | 河内町河戸                 | 河戸旧道終点                      |
| 別線                                                             |          |          |                            |                                   |
| 広島県道33号瀬野川福富本郷線 / 本線 広島県道193号本郷停車場線    | 三原市   | 三原市   | 本郷南6丁目                | 本郷橋東詰交差点 / 別線起点       |
| 国道2号 広島県道59号東広島本郷忠海線                             | 三原市   | 三原市   | 南方3丁目                  | 本郷バイパス西交差点 / 別線終点   |

### 峠
- 榎ノ山峠（広島市安芸区瀬野町 - 東広島市志和町奥屋間）

### 沿線にある施設など

#### 主要施設
- スカイレールサービス広島短距離交通瀬野線 みどり中街駅・みどり中央駅
- 東広島市役所志和出張所
- JR山陽本線 河内駅
- 広島県立河内高等学校
- 三原市役所本郷支所

#### 自然
- 沼田川

#### 名所・旧跡・観光地
- 女王滝
- 瀑雪滝
- 新高山城跡・高山城跡…小早川氏の居城。